# Hôtel de Fontanès
Pour les articles homonymes, voir Fontanes.
L'hôtel de Fontanes également appelé hôtel de Beaulieu est un hôtel particulier situé no 8 Grande-Rue, à Viviers, en Ardèche, en France.

## Localisation
L'hôtel est situé sur la commune de Viviers, no 8 Grande-Rue, dans le département français de l'Ardèche.

## Historique
L'édifice est inscrit au titre des monuments historiques en 1986.